# 宁波市第二中学

宁波市第二中学是一所位于中国浙江省宁波市的高级中学，地处宁波市月湖南端的竹洲岛上。1912年，由宁属六县人士集议，择校址于竹洲岛，创立了“宁属县立女子师范学堂”，首任校长施园棋。学校八迁其址，六易其名，校名依次为“中山公学”、“宁波市市立女中”、鄞县县立女中”、“鄞县县立联中”、“宁波市市立中学”，1954年更名为“浙江省宁波市第二中学”，並且被评为浙江省重点中学，2005年被评为浙江省一级重点高中，是浙江省首批示范性高中，2010年12月，原鄞县县立女中教学楼公布为海曙区文物保护单位。

## 校歌
宁波二中现行校歌为1942年汪奂伯根据约瑟夫·海顿《帝皇颂》重新填词而成的鄞县县立临时联合中学校歌，与德国现行国歌《德意志之歌》曲调相同。

### 校友
- 路甬祥：中国科学院院士、院长、全国人大常委会副委员长
- 沈自尹：科学院院士
- 叶如棠：原城乡建设环境保护部部长
- 萧珊：巴金夫人
- 毕玲：吴学谦夫人
- 於梨华：美籍华人作家
- 蒋铁峰：画家